# Dolinka Spadowa

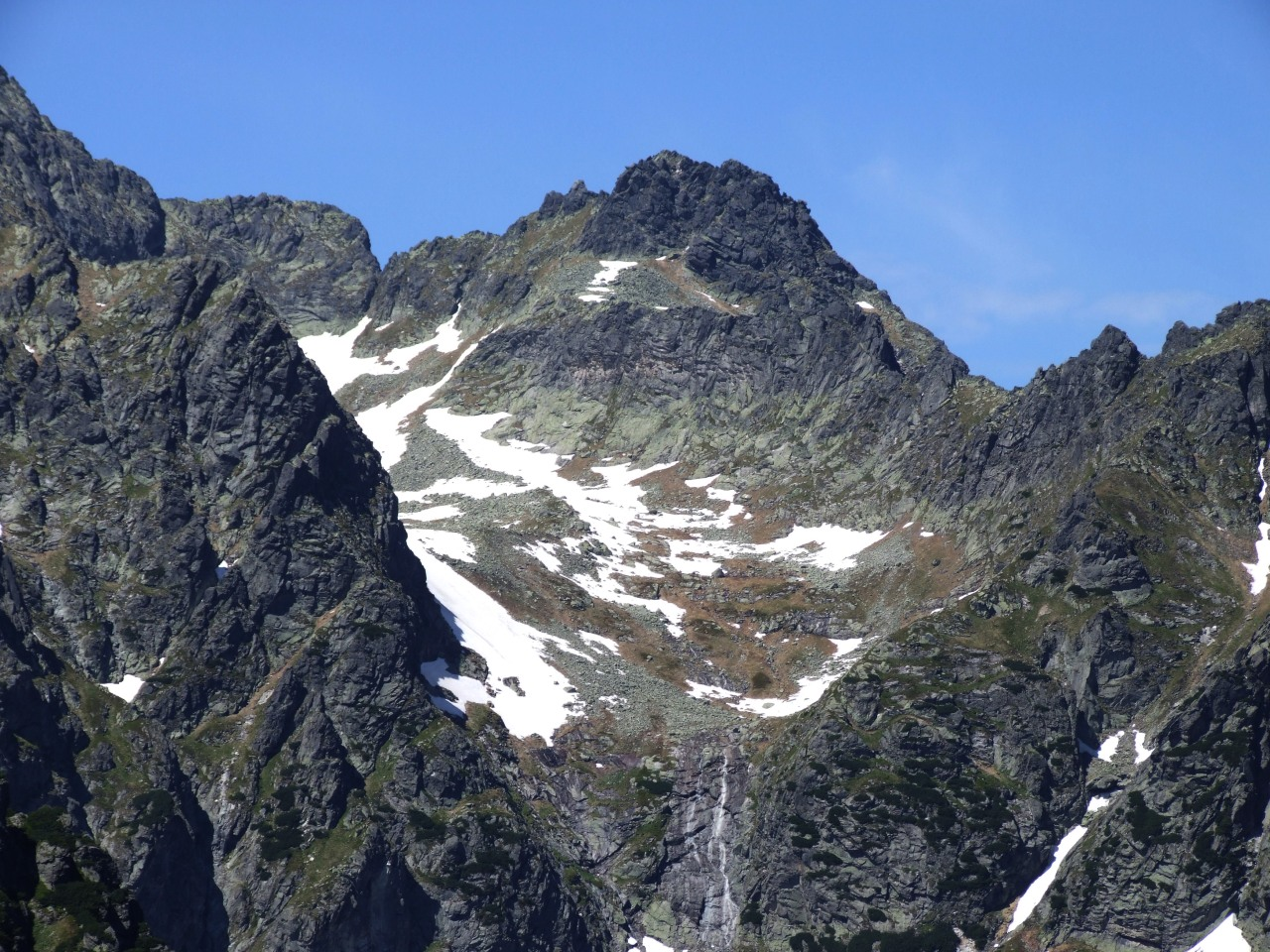
Dolinka Spadowa

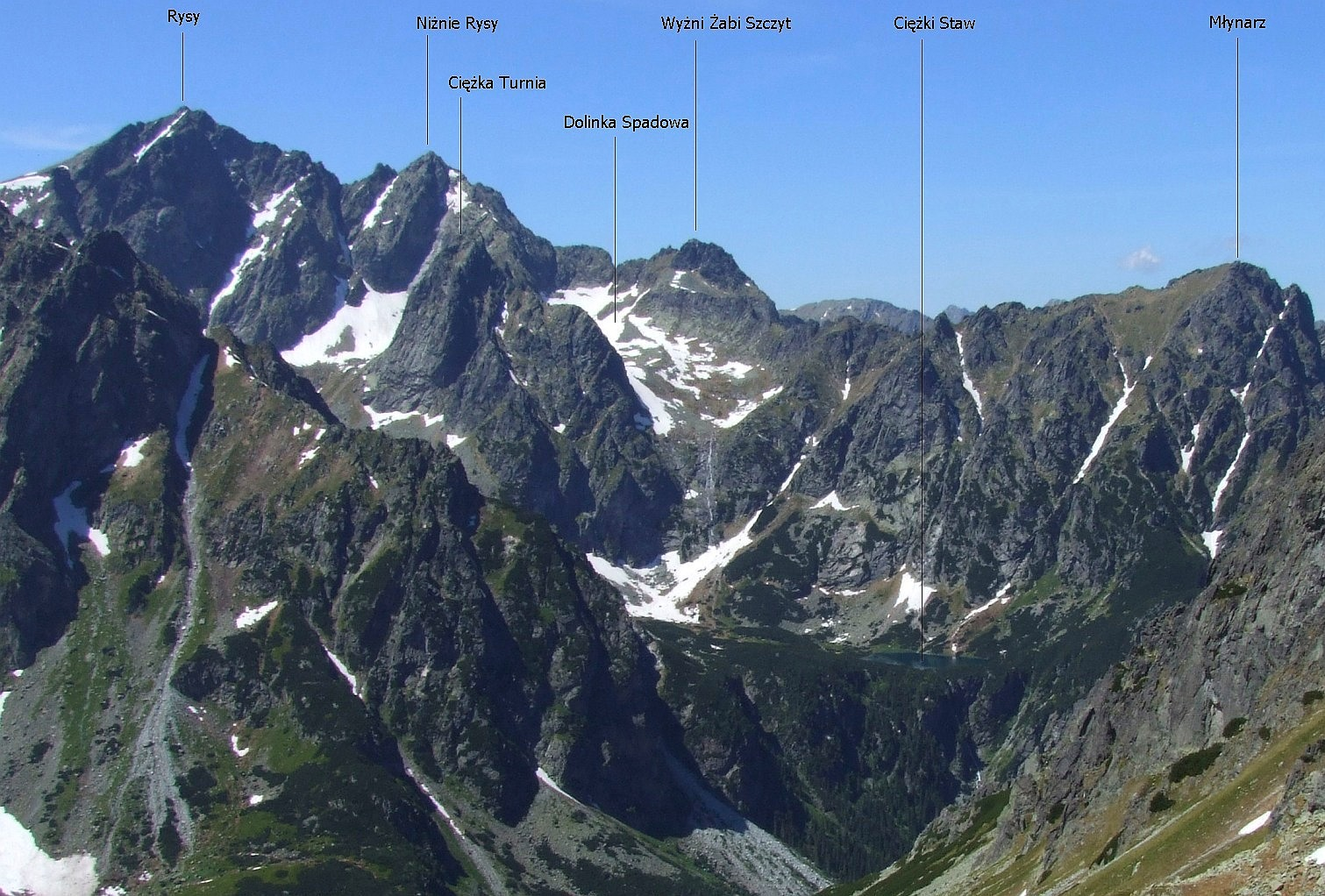
Widok z Małej Wysokiej

Dolinka Spadowa (niem. Leitental, słow. Spádová dolinka, węg. Lejtő-völgy) – niewielka dolina wisząca w Tatrach Wysokich na Słowacji. Jest to boczne odgałęzienie Doliny Ciężkiej (Česká dolina), oddzielone od niej wysokim progiem. W gwarze podhalańskiej i w taternictwie próg taki nosi nazwę spady, i stąd pochodzi nazwa doliny. Nazwę doliny wprowadzono dopiero ok. 1930 r., jej autorami są taternicy.
Dolinkę Spadową otaczają: Ciężka Turnia, Niżnia Spadowa Przełączka, Niżnie Rysy, Spadowa Kopa, Ciężka Przełączka, Spadowa Turniczka, Wyżnia Spadowa Przełączka, Żabi Szczyt Wyżni i jego wschodnia grań. Długość doliny od podnóża progu do podnóża przeciwległych ścian wynosi około 800 m. W górnej jej części znajduje się Spadowy Kociołek.
Przez Dolinkę Spadową nie prowadzi żaden znakowany szlak turystyczny. Korzystają z niej natomiast często polscy taternicy, przez nią prowadzi bowiem najkrótsze połączeniem między Morskim Okiem a Doliną Ciężką. Widoki z dolinki są stosunkowo ograniczone. Najciekawszym dla taterników w dolince obiektem wspinaczkowym jest północno-wschodnia ściana Niżnich Rysów.
Pierwszymi turystami w Dolince Spadowej byli Janusz Chmielowski, Károly Jordán, Adam Kroebl, Stanisław Krygowski i Tadeusz Łopuszański z przewodnikami Jakubem Bachledą, Klemensem Bachledą, Janem Karpielem, Jędrzejem Marusarzem Jarząbkiem i Janem Stopką Ceberniakiem młodszym. Zimą pierwsze były tu Zofia Wysocka i Stefania Bernadzikiewicz 1 stycznia 1935 r.
Zimą w prawej i środkowej części progu Dolinki Spadowej tworzą się lodospady. Zazwyczaj są dwuczęściowe. W dolnej części mają nachylenie 60°, w górnej nachylenie dochodzi do 90°.

## Drogi wspinaczkowe
Najłatwiejsze dojście do Doliny Spadowej od Ciężkiego Stawu prowadzi przez Zmarzły Kocioł i Niżnią Spadową Przełączkę. Zimą, przy odpowiedniej pogodzie łatwiejsze jest przejście przez próg Dolinki Spadowej. Taternicy wspinają się także lodospadami progu.   
1. Od Ciężkiego Stawu przez żleb Młynarzowej Przełęczy; 0 skali tatrzańskiej, czas przejścia 1 godz.,
2. Od Ciężkiego Stawu wprost przez próg; I, 45 min
3. Wprost przez środkową część lodospadu. 6 wyciągów